# Тюль-Кампань-Нор
Тюль-Кампа́нь-Нор (фр. Tulle-Campagne-Nord) — кантон во Франции, находится в регионе Лимузен, департамент Коррез. Входит в состав округа Тюль.
Код INSEE кантона — 1935. Всего в кантон Тюль-Кампань-Нор входят шесть коммун, из них главной коммуной является Тюль.

## Коммуны кантона
| Коммуна             | Население, чел. (2007) | Почтовый индекс | Код INSEE |
| ------------------- | ---------------------- | --------------- | --------- |
| Нав                 | 2 260                  | 19460           | 19146     |
| Сен-Жермен-ле-Вернь | 924                    | 19330           | 19207     |
| Сен-Мексан          | 1 086                  | 19330           | 19227     |
| Сент-Илер-Пейру     | 887                    | 19560           | 19211     |
| Фавар               | 939                    | 19330           | 19082     |
| Шамейра             | 1 584                  | 19330           | 19038     |

## Население
Население кантона на 2007 год составляло 7 680 человек.
| 1962  | 1968  | 1975  | 1982  | 1990  | 1999  | 2006  | 2007  |
| ----- | ----- | ----- | ----- | ----- | ----- | ----- | ----- |
| 5 359 | 5 499 | 5 717 | 6 677 | 7 428 | 7 076 | 7 591 | 7 680 |